# Kriebstein
Kriebstein es un municipio situado en el distrito de Sajonia Central, en el estado federado de Sajonia (Alemania), a una altitud de 270 metros. Su población a finales de 2016 era de unos 2158 habitantes y su densidad poblacional, 70 hab/km².